# Madonna mit Kind (Goussonville)

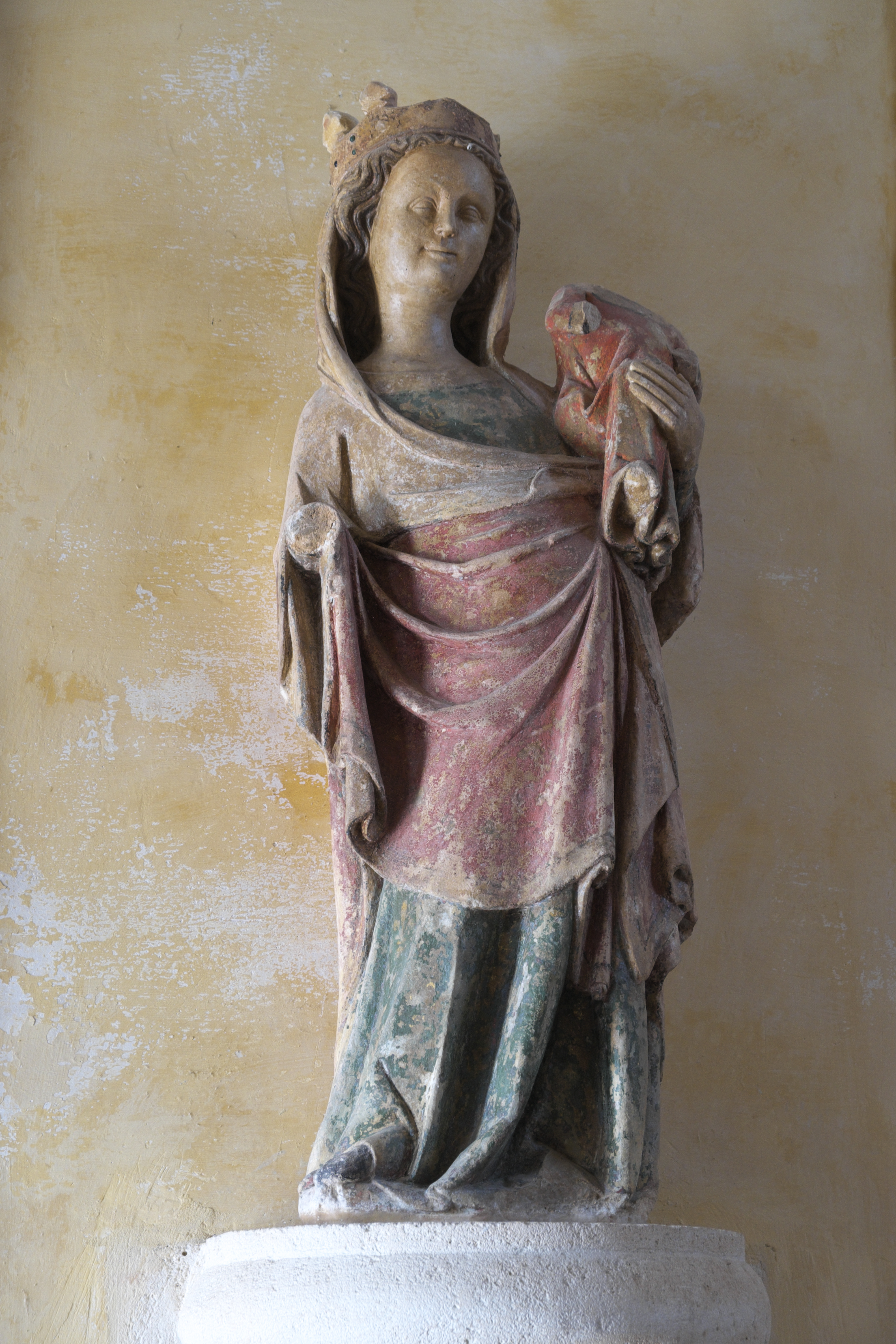
Madonna mit Kind in Goussonville

Die Skulptur Madonna mit Kind in der katholischen Kirche St-Denis in Goussonville, einer französischen Gemeinde im Département Yvelines der Region Île-de-France, wurde im 14. Jahrhundert geschaffen. Im Jahr 1959 wurde die gotische Skulptur als Monument historique in die Liste der geschützten Objekte (Base Palissy) in Frankreich aufgenommen.
Die einen Meter hohe Steinskulptur ist farbig gefasst. Das Jesuskind, das nur noch als Rumpf erhalten ist, wird von Maria auf dem linken Arm getragen. Maria mit Schleier, die mit einem bis zum Boden reichenden Mantel bekleidet ist, hat eine Krone auf ihrem Haupt und geschlossene Augen.